# Blepharita hariana
Blepharita hariana là một loài bướm đêm trong họ Noctuidae.